# Felicia Donceanu
Felicia Donceanu (Bacău, Distrito de Bacău, Reino de Rumania, 28 de enero de 1931 - Drăgoești, Distrito Vâlcea, Rumania, 21 de enero de 2022) fue una pintora, escultora y compositora rumana. 

## Vida
Donceanu nació en Bacău). Originalmente planeaba ser directora de escena, pero se interesó por la música y estudió composición en el Conservatorio Ciprian Porumbescu en Bucarest (ahora Universidad Nacional de Música) con Mihail Jora. Después de completar sus estudios en 1956, trabajó como editora para Editorial de Literatura y Arte (ESPLA) hasta 1958, y luego para Editura Muzicala hasta 1966. Después de dejar su puesto editorial, trabajó a tiempo completo como compositora. Se casó con el poeta Alexandru Voitin.

## Honores y premios
- Mención honorífica, Concurso Internacional de Composición en Mannheim, 1961
- Premio de la Unión de Compositores de Rumania en 1984, 1984, 1986, 1988, 1993, 1996 y 1997.
- Orden del Mérito Cultural, 1981
- Premio de la academia rumana George Enescu, 1984[4]

## Trabajos
Felicia Donceanu ha compuesto para obras teatrales y conjuntos instrumentales, pero se ha centrado principalmente en obras de cámara. Su música está influenciada por la música folk rumana, a veces con instrumentos folclóricos tradicionales. Las obras seleccionadas incluyen: 
- Arie de Concert (1973) para barítono y orquesta.
- Măiastra (1973) para soprano, coro y orquesta de cuerdas.
- Picolicomando (1984) para tenor, coro infantil, órgano, violín y percusión.
- Yolanda (1993) para soprano y orquesta.
- Rugăciunea Domnească (1992) para voz, orquesta de cuerdas y percusión
- Rugăciunea Domnească (1998) para coro masculino, orquesta de cuerdas y percusión
- Invocatio (1999) con textos bíblicos y fragmentos de versos de Ovidio, calificados para soprano, piano, violín y orquesta de cámara.
- Clopote la soroc (1999) una cantata para coro y orquesta de SATB
- Tango retro, para conjunto de fagot.
- Inscripción en un mástil para arpa.
- Odinioară, ciclo de canciones para mezzo-soprano y piano.
- Mărgele (Beads) (1962) cuatro canciones a versos de Tudor Arghezi
- Trei Cântece pentru Til (1964) a los versos de George Călinescu
- Dor I para contralto
- Dor II para el contralto.
- Imagini pe versuri de Eminescu (Fotos en versos de Eminescu) (1963–1965) para soprano
- Cu Penetul (Con Plumaje)
- Mărturisiri (Confessions), ciclo de cinco canciones para bajo-barítono a poemas de Alexandru Voitin, desde 1975–1978 y 1986
- Cântece de fată frumoasă
- Cântând cu Ienăchiţă Văcărescu
- Sincron
- Ponti Euxini Clepsydra (1971) para soprano, clarinete, oboe, percusión y arpa
- Mai sunt încă roze (1972), a textos de Macedonski, es una obra de cinco canciones para soprano y conjunto instrumental.
- Dos Serenatas (1973) para barítono, flauta y arpa, a versos de Baconski
- Cântece de fată frumoasă (1976) trabajo de tres movimientos para mezzo-soprano, corno inglés y marimba
- Cântând cu Ienăchiţă Văcărescu (1983) para soprano, laúd, viola da gamba, flauta, clavecín y percusión, texto de Ienăchiţă Văcărescu
- Abţibilder după Tristan Tzara (1996) trabajo en etapas para soprano, clavecín y dos viola da gamba
- Cutia cu surprise… şi pentru oameni încrutaţi (La caja con sorpresas) (1998) para soprano, dos viola da gamba, clavecín, piano y títeres
- Tablouri vivante (Living Tableaux) (1999), para voz e instrumentos[4]

Su trabajo ha sido grabado y publicado en CD, incluyendo: 
- Polhymnia - Sacrée et Profane